# Томе, Дельфина
Мария Дельфина Томе Густавино (исп. María Delfina Thome Gustavino; род. 10 сентября 1996, Мендоса) — аргентинская хоккеистка на траве, нападающий. Серебряный призёр чемпионата мира 2022 года, чемпионка Америки 2022 года.

## Биография
Дельфина Томе родилась 10 сентября 1996 года в аргентинском городе Мендоса.
С 3-летнего возраста занималась хоккеем на траве в «Лос Тордос». Выступает за «Лисео».
В 2014—2016 годах выступала за юниорскую сборную Аргентины.
В 2014 году вошла в состав сборной Аргентины среди девушек на летних юношеских Олимпийских играх в Нанкине и завоевала бронзовую медаль турнира по хоккею по траве 5х5.
В 2019 году дебютировала в женской сборной Аргентины.
В 2022 году завоевала золотую медаль Панамериканского чемпионата в Сантьяго.
В том же году выиграла серебряную медаль чемпионата мира в Таррасе и Амстелвене. Мячей не забивала.